# آيزونيازيد
آيزونيازيد (بالإنجليزية: Isoniazid)‏ هو من مشتقّات الحمض الإيزونيكوتينيّ isonicotinic acid، ويستعمل في معالجة مرض السلّ Tuberculosis. اسمه الكيميائيّ هو: isonicotinyl hydrazine. إكتُشِف سنة 1912 من قبل ماير Meyer ومالّي Malley في جامعة براغ. نشاطه المضادّ الحيويّ عُرف بعد الحرب العالميّة الثانية.

## فعاليّة
حسب الاختبارات المجراة عليه، ثبت أنّه مصدر أحادي أكسيد النيتروجين NO، الذي عند وجوده بوفرة يؤثّر كمضادّ بكتيريّ (أنظر مضاد حيوي). تأثيره المضادّ حيويًّا يحدث على مستوى يمنع إنتاج حمض الميكوليك Mycolic acid والحمض النوويّ Nucleic acid. وهو بشكله المتناول دواء أوّليّ (Prodrug) أي أنّه غير فعّال دون تفعيله عن طريق إنزيم الكاتالاز-بِرْأوكسيداز (mtCP) التي تتواجد عند بكتيريا السلّ M. tuberculosis.
يعطى في الغالب عن طريق الفم ولديه توافر بيولوجيّ مرتفع (90% تقريبًا). يتوفرّ عادةً ضمن مركّب مع الريفامبيسين الذي يستخدم بدوره أيضًا لمعالجة مرض السلّ.

## أعراض جانبيّة
ممكن أن يؤدّي إلى أضرار للجهاز العصبيّ المركزيّ، الجهاز الهضميّ أو حتّى بعض حساسيّات. علاوة على ذلك ممكن أن يؤدّي إلى اليرقان (الكبديّ الداخليّ Intra-hepatic Icterus).